# Station F

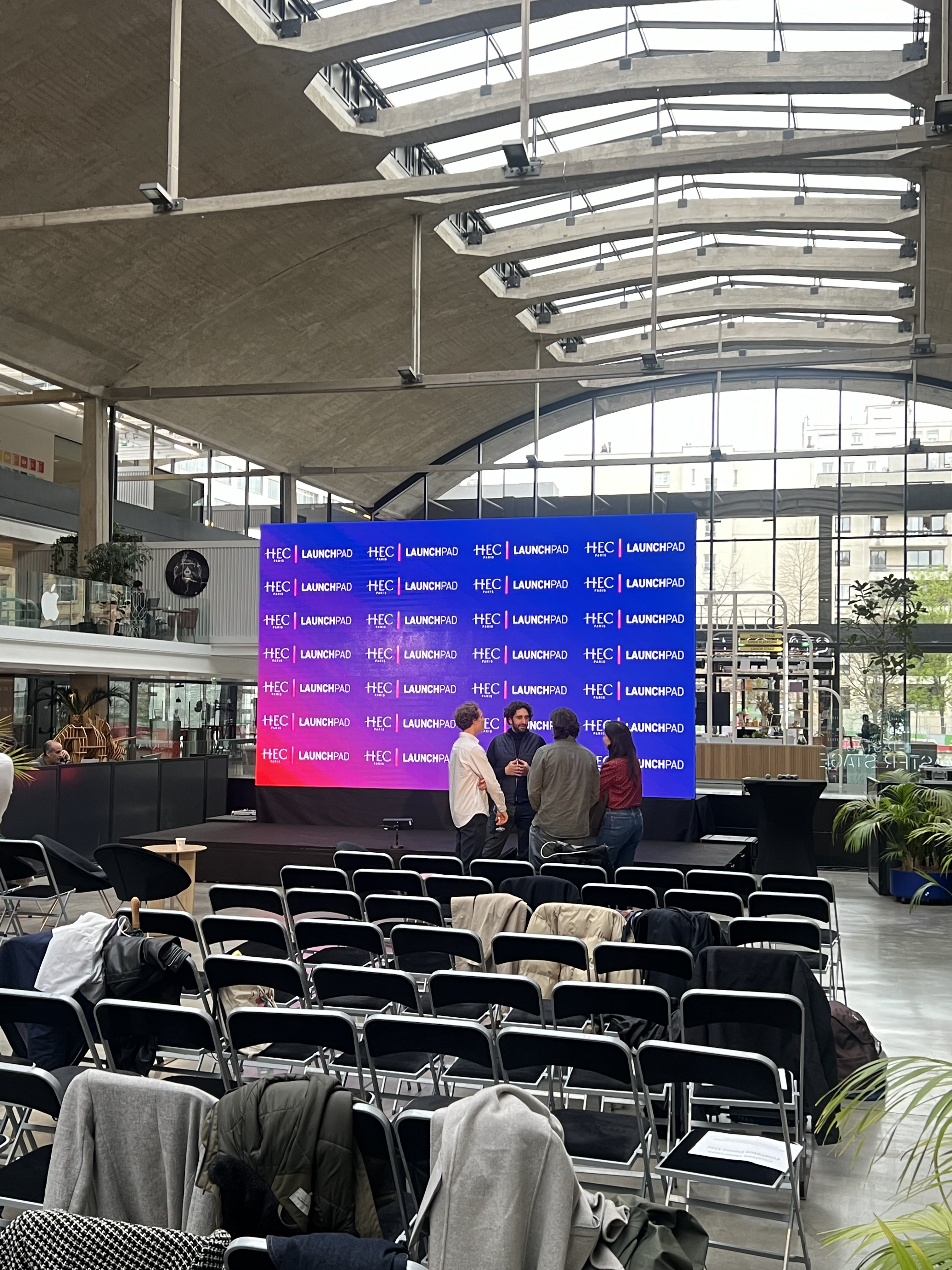
HEC Paris Startup Launchpad Demo Day 2024

Station F là vườn ươm doanh nghiệp dành cho các doanh nghiệp khởi nghiệp, nằm ở quận 13 của Paris. Nó được biết đến là cơ sở khởi nghiệp lớn nhất thế giới.
Nằm trong một kho hàng hóa đường sắt trước đây được gọi là la Halle Freyssinet (do đó có chữ "F" ở ga F). Cơ sở rộng 34.000 m2 (370.000 sq ft) được Tổng thống Emmanuel Macron chính thức khai trương vào tháng 6 năm 2017 và cung cấp chỗ ở văn phòng cho tối đa 1.000 công ty khởi nghiệp và công ty đang ở giai đoạn đầu cũng như cho các đối tác doanh nghiệp như Facebook, Microsoft và Naver.